# Oarces
Oarces es un género de arañas araneomorfas de la familia Mimetidae. Se encuentra en Sudamérica.

## Lista de especies
Según The World Spider Catalog 12.0:
- Oarces ornatus Mello-Leitão, 1935
- Oarces reticulatus (Nicolet, 1849)